# Сам и Кет
„Сам и Кет“ (на английски: Sam & Cat) е американски тийн ситком, който е излъчен на 8 юни 2013 г. до 17 юли 2014 г. по Nickelodeon. Той е спиноф на двата сериала „Ай Карли“ и „В като Виктория“, в който Дан Шнайдър е създател. В сериала участват Дженет Маккърди в ролята на Сам Пъкет в „Ай Карли“, и Ариана Гранде като Кет Валънтайн в „В като Виктория“.

## Актьорски състав
- Дженет Маккърди – Сам Пъкет
- Ариана Гранде – Кет Валънтайн
- Камерън Окасио – Дайс, съсед на Сам и Кет.
- Марий Читъм – Нона, баба на Кет
- Зоран Корач – Гумър
- Дан Шнайдър – гласът на Танди
- Лиса Лилиън – гласът на Бънгъл
- Ник Гор – Ранди
- Рони Кларк – Нърб

### Забележителни гост звезди
- Ерик Ланге – господин Сиковиц
- Пени Маршъл – Силвия Бърк
- Синди Уилямс – Джанис Добинс
- Кел Мичъл – Пийзи Би
- Аби Уайлд – Стейси Дилсън
- Скот Байо – Полицай Келвин
- Елизабет Гилс – Джейд Уест
- Нейтън Крес – Фреди Бенсън
- Мат Бенет – Роби Шапиро
- Майкъл Ерик Рийд – себе си
- Даниел Мороу – Нора Дершит
- Рийд Александър – Невъл Папърман
- Ноа Мънк – Гиби Гибсън
- Джесика Чафин – Коко Уекслър
- Джош Сървър – Агент Партридж

## Излъчване
Сериалът се излъчва по Nickelodeon в световен мащаб. Премиерно е излъчен в Канада на 12 август 2013 г. по YTV и на 7 септември 2013 г. в оригиналния канал. Сериалът е рекламиран на 1 септември 2013 г. и е излъчен премиерно на 14 октомври 2013 г. в САЩ и Ирландия. Също така е рекламиран на 30 септември 2013 г. и е излъчен премиерно на 7 октомври 2013 г. и 11 октомври 2013 г. в съответните държави Нова Зеландия и Австралия. Също така се излъчва в Югоизточна Азия на 19 октомври 2013 г.

## В България
В България сериалът започва излъчване през 2014 г. по локалната версия на Никелодеон с нахсинхронен дублаж на български език, записан в студио „Александра Аудио“. В него участват Вилма Стоянова, Мартин Герасков и други.